# Oé
Ne doit pas être confondu avec Œ, la ligature o-e entrelacé, et avec la petite capitale ɶ.
Oé est une marque de vins, créée en 2015 par François-Xavier Henry et Thomas Lemasle. Elle propose des vins bios produits en France.

## Historique
En 2015, François-Xavier Henry et Thomas Lemasle créent PinotBleu. La marque propose des vins de vignerons et de vigneronnes bios, sans résidus de pesticides et vegans, produits en France.
PinotBleu change de nom en 2019 et devient Oé,. Oé annonce cette même année le lancement de ses premiers vins, élaborés avec des vignerons engagés dans une démarche biologique, vendus en ligne, en CHR, en grande distribution et à l'export.
Oé bénéficie en 2020 d'une levée de fonds de 5 millions d'euros et relance la bouteille de vin réemployable, devenant ainsi une des premières marques dans le domaine du vin à remettre en place cette pratique ancienne. Pour souligner ce lancement, la Revue du vin de France leur accorde le grand prix de l'innovation environnementale.
En 2024, l'entreprise a livré ses vins bio en 100 % zéro déchet à bord du cargo voilier Grain de Sail II à destination de New York. Soit 90 % d'émissions de gaz à effet de serre en moins qu'en palette et cargo traditionnels.

## Certifications
Oé est une entreprise certifiée B Corp depuis 2017 et ses vins sont certifiés bios et Eve Vegan. En 2021, Oé devient entreprise à mission.
Oé est aussi adhérente du Mouvement Impact France et fait partie des entreprises récompensées du label Engagé à Lyon.

#### Internet
- Site officiel.

#### Presse spécialisée
- Yoann Palej, « Oé, la marque qui veut faire bouger les lignes », sur Terre de Vins, 25 juin 2020.
- Juliette Cassagnes, « «Oé », lancement d'une nouvelle marque de vins bio », sur Vitisphere.com, 9 juillet 2020.